# Pedro Kuntz y Valentini
Pedro Kuntz y Valentini   (Roma, 13 de febrer de 1795 - Madrid, 1863) va ser un pintor italià instal·lat a Espanya, vinculat amb la família Madrazo.
Va néixer a Roma el 13 de febrer de 1795. Fill de Tadeusz Kuntz i d'Anna Valentini, el seu pare va ser un reconegut pintor natural de Silèsia i instal·lat a la capital pontifícia des de mitjan segle xviii. Va iniciar els seus estudis artístics a l'Acadèmia Pontifícia de Sant Lluc i també al taller de José de Madrazo, pintor espanyol instal·lat a Roma i que es va casar amb la seva germana Isabel el 1809. Quan ella i Madrazo es van traslladar a viure a Madrid el 1819, Kuntz els va seguir i es va instal·lar amb ells.
Va assolir fama com a especialista en perspectives arquitectòniques i interiors, i en destaquen les que va fer del monestir d'El Escorial. En un primer moment, des de 1820 va assistir a les classes de la Reial Acadèmia de Belles Arts de Sant Ferran, on el 1833 va sol·licitar el títol d'acadèmic de mèrit de pintura d'història, tanmateix, l'acadèmia va considerar que tenia més mèrit en l'àmbit de la perspectiva. Paral·lelament, va col·laborar amb el seu cunyat en alguns encàrrecs de Ferran VII com Funeral de la reina Maria Lluïsa a la basílica de Santa Maria Major (1821) i La conducció del reial cadàver del palau Barberini a la basílica (1824).
Va concórrer a les exposicions anuals de la Reial Acadèmia de Belles Arts de Sant Ferran de 1835, 1838 i 1848, i a les Exposicions Nacionals de Belles Arts de 1856, 1858, 1860 i 1862. En aquests certàmens va presentar, entre d'altres, les obres Creuer de la santa església de San Lorenzo de El Escorial, Retrat de Francisco de Luján, Jura d'Isabel II com a princesa hereva del tron espanyol a l'església de San Jerónimo, Interior de la basílica de Sant Pere a Roma, diverses perspectives del monestir d'El Escorial, sobretot interiors, i nombrosos retrats. Va obtenir diverses mencions honorífiques i l'obra Basílica de Sant Pere va ser comprada per al Museu Nacional de Pintura.
El 1838 el Ministeri de Governació el va nomenar restaurador del Museu de la Trinidad i el 1841 li va fixar un sou anual de 12.000 rals. A més, el 1840 va ser nomenat professor de dibuix i pintura de la societat Instituto Español. També va ser soci numerari de l'Acadèmia d'Arqueologia i Geografia.
En l'àmbit personal es va casar amb Luisa López Amor, amb qui va tenir tres fills, Luisa, Alejandro i Pedro.
Va morir a Madrid el 1863.